# Мецокуло (Беневенто)
Мецокуло је насеље у Италији у округу Беневенто, региону Кампанија.
Према процени из 2011. у насељу је живело 15 становника. Насеље се налази на надморској висини од 542 м.